# Buslijn 1 (Groningen)
De Groningse buslijn 1 is een buslijn van Qbuzz in de concessie Groningen-Drenthe. De bus rijdt volgens de formule van Q-link, een netwerk van zeven HOV-lijnen die de binnenstad van Groningen verbinden met de omliggende dorpen. Lijn 1 heeft hierbij de route van P+R Reitdiep naar Groningen-Hoofdstation. Tussen P+R Reitdiep en het UMCG Noord is de lijn gebundeld met lijn 2.
De huidige lijn doet op de route de Zernike Campus, Paddepoel, Selwerd, Station Groningen Noord, het UMCG en de Binnenstad aan. De lijn wordt gereden met elektrische gelede bussen van het type VDL Citea.

## Geschiedenis
De lijn is begonnen als stadsbus 11 van Groningen op de route Grote Markt - Station Noord - Paddepoel - Zernike. (later van Grote Markt doorgetrokken naar Hoofdstation). Vanaf 2004 rijdt er een bus vanaf Zernike naar het station van Zuidhorn, eerst als lijn 137, vanaf 2005 als onderdeel van lijn 11. Lijn 11 reed dan door vanaf Zernike via de nieuwe wijk Reitdiep naar het station van Zuidhorn. Sinds 2011 reden alle ritten door naar de wijk Reitdiep waar gekeerd kan worden bij een nieuw aangelegde rotonde.
Op 14 maart 2014 maakte het OV-bureau, de gemeente en Qbuzz bekend dat vanaf 17 augustus dat jaar drie dubbelgelede hybride bussen op lijn 11 zouden gaan rijden. Daarnaast werden twee stadsbussen omgebouwd en werd lijn 11 als groene lijn aan het Q-link netwerk toegevoegd. De bussen werden geplaagd door storingen en zijn na de zomer van 2016 verhuisd naar Utrecht.
In december 2016 werd lijn 11 ongenummerd naar lijn 1 en werd de route licht gewijzigd. Zo werd er voortaan via een nieuwe busbaan bij de Kolendrift naar UMCG Noord gereden, in plaats van door de Nieuwe Ebbingestraat.
Door nieuwe voorrangsregels bij een kruising op de Eikenlaan in september 2017 tussen Paddepoel en Selwerd, werden aansluitingen niet meer gehaald en trad er veel vertraging op. Om dit probleem zoveel mogelijk te verhelpen reden er tijdelijk in de middagspits enkele pendelritten tussen Zernike en Zuidhorn. Na het stopzetten van de proef 6 weken later, zijn de pendelbussen weer geschrapt.
Vanaf december 2017 wordt deze lijn volledig uitgevoerd door elektrische bussen.
Op 15 december 2019 ging lijn 2 voortaan doorrijden naar Zuidhorn in plaats van lijn 1, om zo betrouwbaardere aansluitingen te kunnen bieden.

## Huidige situatie
- Lijn 1 rijdt minimaal 2x per uur.
- Vanaf circa 06:30 tot 12:30 wordt van het Hoofdstation naar P+R Reitdiep 4x per uur gereden en van circa 12:00 tot 18:00 wordt van P+R Reitdiep naar het Hoofdstation 4x per uur gereden. In de andere richting rijdt op die momenten dan lijn 11 als aanvulling.